# Plectogaster schoutedeni
Plectogaster schoutedeni là một loài bọ cánh cứng trong họ Cerambycidae.